# This Song
This Song або This Song Is About You — сингл британського рок-гурту The Enemy з їх дебютного альбому We'll Live and Die in These Towns. Сингл був записаний у період з 2006 по 2008 рік, і у 2008 році був виданий офіційно. Сингл посів 41# позицію у UK Singles Chart. У 2008 році був знятий відеокліп.